# 印度—馬來西亞關係
印度－馬來西亞關係，又称印马关系或马印关系，是指印度和马来西亚之间的双边外交关系。印度在吉隆坡设有高级专员公署，马来西亚在新德里设有高级专员公署，在钦奈和孟买设有总领事馆。这两个国家都是英联邦、亚洲合作对话和G15的正式成员。部分與馬來西亞建交，但未在大馬開設大使館的國家，亦委任駐印度大使為兼任駐馬大使。

## 建交历程

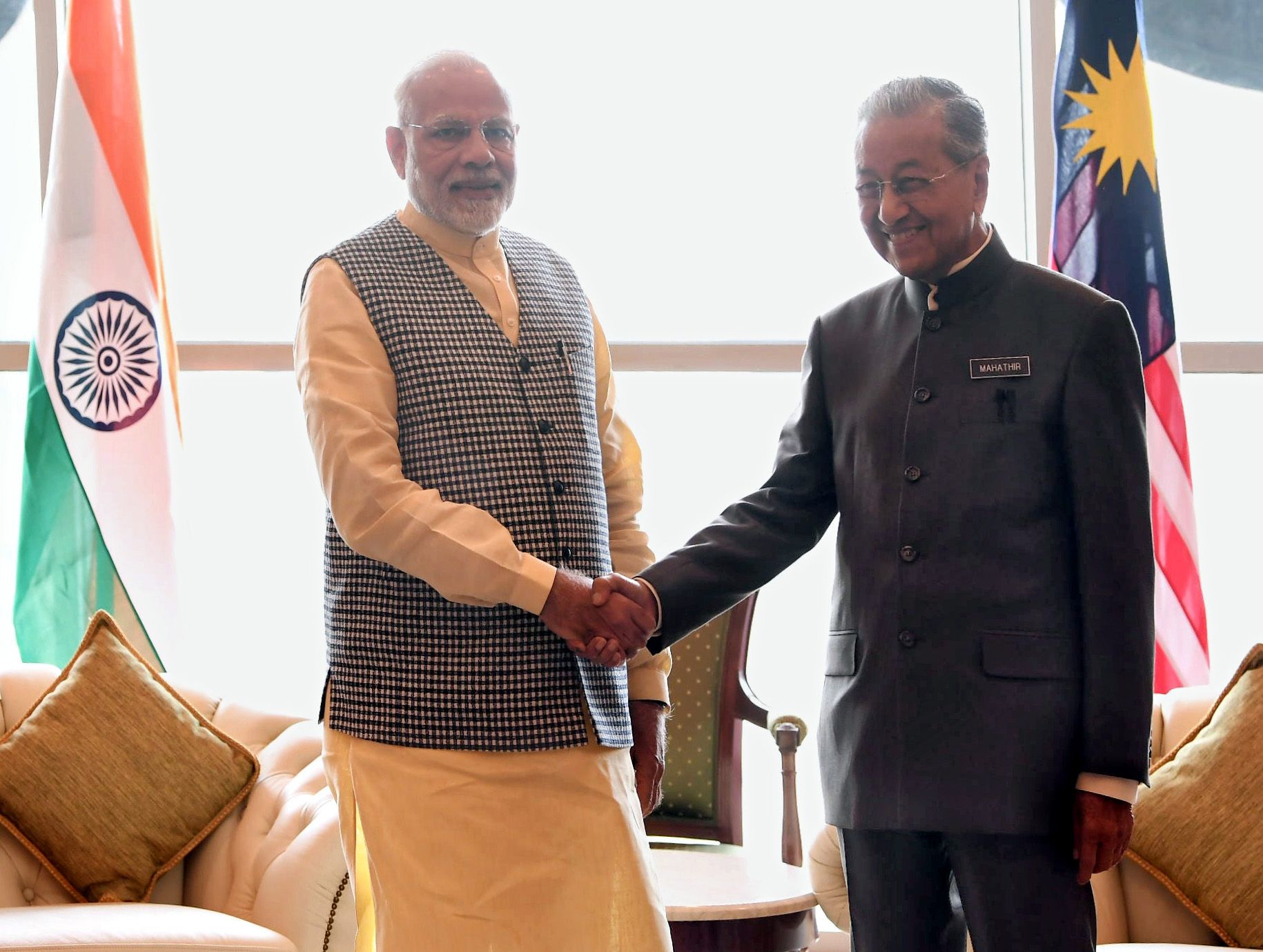
2018年5月31日，马来西亚首相马哈迪·莫哈末在布城首相署与印度总理纳伦德拉·莫迪会面

印度和马来西亚也通过可追溯到古代的各种文化和历史联系联系在一起。两国关系非常友好，因为马来西亚是印度移民的集中地。马来西亚第4任任职时间最长的首相马哈迪·莫哈末拥有印度血统，在他任內马印两国还缔结了战略伙伴关系（ESP）。在贸易方面，两国双边贸易额为105亿美元，预计到2020年将达到250亿美元。
2024年8月19日，马来西亚第10任首相安华·依布拉欣对印度进行为期三天的正式访问，双方决定加强彼此的关系。8月20日，马来西亚首相安华与第14任印度总理伦德拉·莫迪举行的联合新闻发布会上，双方同意将两国关系从加强战略伙伴关系提升为全面战略伙伴关系（CSP）。

## 文化关系
出生印度的L·克里希南在马来西亚担任电影导演期间培养了许多著名艺人，如已故巨星比·南利。考莱坞和宝莱坞将克里希南视为将印度电影专业知识引入马来电影业的先驱，并将其视为马来西亚和印度之间文化联系的重要齿轮。

## 拓展阅读
- Cœdès, George. Walter F. Vella , 编. . trans.Susan Brown Cowing. University of Hawaii Press. 1968. ISBN 978-0-8248-0368-1.
- Lokesh, Chandra, & International Academy of Indian Culture. (2000). Society and culture of Southeast Asia: Continuities and changes. New Delhi: International Academy of Indian Culture and Aditya Prakashan.
- R. C. Majumdar, Study of Sanskrit in South-East Asia
- R. C. Majumdar, India and South-East Asia, I.S.P.Q.S. History and Archaeology Series Vol. 6, 1979, ISBN 81-7018-046-5.
- R. C. Majumdar, Suvarnadvipa, Ancient Indian Colonies in the Far East, Vol.II, Calcutta,
- R. C. Majumdar, Hindu Colonies in the Far East, Calcutta, 1944, ISBN 99910-0-001-1 Ancient Indian colonisation in South-East Asia.
- R. C. Majumdar, History of the Hindu Colonization and Hindu Culture in South-East Asia
- Daigorō Chihara. . BRILL. 1996  [2022-05-23]. ISBN 90-04-10512-3. （原始内容存档于2019-12-21）.